# Искусство падения
Искусство падения (польск Sztuka spadania, англ. Fallen Art) — шестиминутный анимационный фильм в жанре чёрного юмора, написанный и снятый известным своими работами в этом жанре польским аниматором Томашем Багиньским.
Продюсером и создателем фильма выступила польская 3D студия Platige Image. Фильм удостоен высших наград жюри на фестивале компьютерной анимации SIGGRAPH в 2005 году и Британской академии кино и телевизионных искусств в 2006 году в номинации «Лучшая анимационная короткометражка».
В фильме используется композиция авангардной румынской брасс-группы Fanfare Ciocarlia «Asfalt Tango».

## Содержание
Мультфильм представляет историю некоего генерала, командующего на условно-удалённом тропическом военном объекте. Генерал считает себя не только комендантом, но и художником.
Его единственное и пока незавершённое произведение состоит из покадровой съёмки, наложенной на любимую им музыкальную композицию, — своеобразный «клип»;
отдельные кадры клипа создаются фотографиями, сделанными доктором Иоганном Фридрихом, снимающим тела мертвых солдат, должным образом награждённых и тут же сброшенных с вышки для прыжков в воду сержантом Элом. Внизу награждённых и ныряющих с помощью сержанта солдат ждёт бетонная плита и невозмутимый фотограф Иоганн Фридрих.
Полученные снимки разбившихся насмерть солдат генерал скрупулёзно склеивает в динамической последовательности, добиваясь хореографически отточенного танца к любимой звуковой дорожке.
Работа генерала трудна и неблагодарна, но продолжается.

## О создании
Уже работая над фильмом «Собор» (2002), получившим впоследствии несколько престижных премий, Багиньский собирал идеи фильмов, которые хотел бы сделать в дальнейшем. В особом файле копились наброски сюжетов, перспективные эскизы и вдохновляющие фотографии. Завершив работу над «Собором», он выбрал из накопившихся идей ту, которая, по его мнению, меньше всего повторяла предыдущую и давала его творчеству новое направление. «Я выбрал сюжет „Искусства падения“, потому что он отличался от „Собора“ и предполагал принципиально иное настроение», — сказал режиссёр в данном позднее интервью.
Багиньский планировал сделать лёгкий и смешной фильм об армии, но происходящее в мире в процессе работы вдруг сделало тему армии гораздо более серьёзной. «Постепенно мы решили сделать историю мрачнее, чем в начале. Это была не только моя идея». Композицию «Asfalt Tango» малоизвестной тогда румынской группы «Fanfare Ciocarlia» подыскал и предложил для сюжета брат режиссёра; 3d-модели персонажей разработал молодой сотрудник студии Ра́фал Войщу́ник (Rafal Wojtunik), основываясь на творчестве польского художника Ежи Дуда-Грача, — и то, и другое оказалось «безумнее и злее», чем ожидал режиссёр. Одновременно удивлённый и впечатлённый, Багиньский утвердил представленные модели, внеся по ходу дальнейшей работы множество существенных деталей. Однако «Предоставление дизайнерской части Войщунику было одним из лучших решений, которые я сделал во время проекта», — утверждал режиссёр.